# Андрієвка (Мішкинський район)
Андрі́євка (рос. Андреевка, башк. Андреевка) — присілок у складі Мішкинського району Башкортостану, Росія. Входить до складу Кайраковської сільської ради.
Населення — 43 особи (2010; 39 у 2002).
Національний склад:
- марійці — 97 %